# Xã High Prairie, Quận Webster, Missouri
Xã High Prairie (tiếng Anh: High Prairie Township) là một xã thuộc quận Webster, tiểu bang Missouri, Hoa Kỳ. Năm 2010, dân số của xã này là 1.102 người.